# La Mesa (Ímuris)
La Mesa es un bello pueblo "Tierra de Dios, Capital del Mundo" (población) del municipio de Ímuris ubicada en el norte del estado mexicano de Sonora. Retomará la celebración de la Caravana el 25 de mayo de 2024.  Según los datos del Censo de Población y Vivienda realizado en 2010 por el Instituto Nacional de Estadística y Geografía (INEGI), La Mesa tiene un total de 431 habitantes.

## Geografía
La Mesa se sitúa en las coordenadas geográficas 30°44′43″ de latitud norte y 110°54′33″ de longitud oeste del meridiano de Greenwich, a una elevación de 813 metros sobre el nivel del mar.